# Jeux du ski de Suède

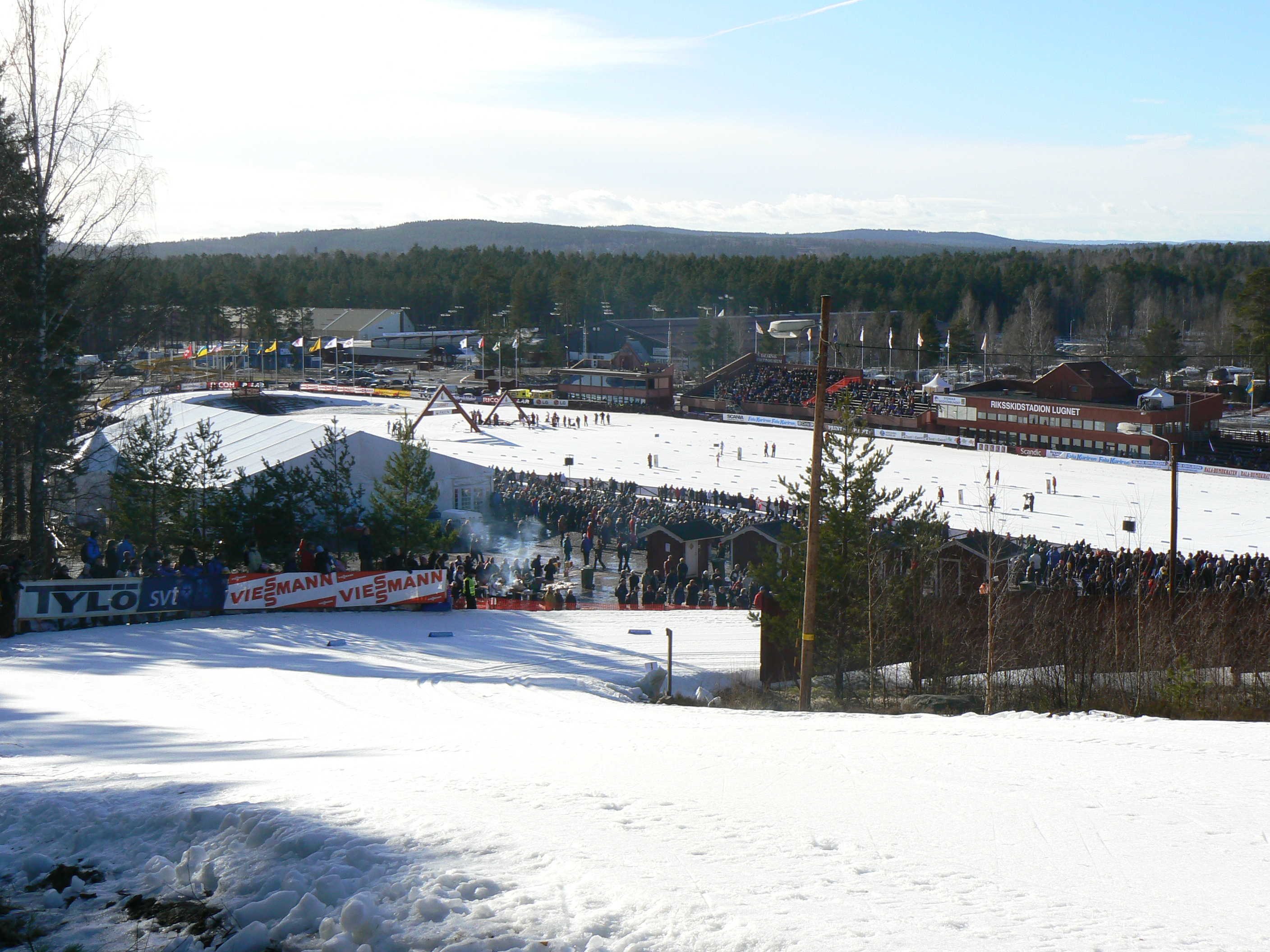
Lors des Jeux 2008

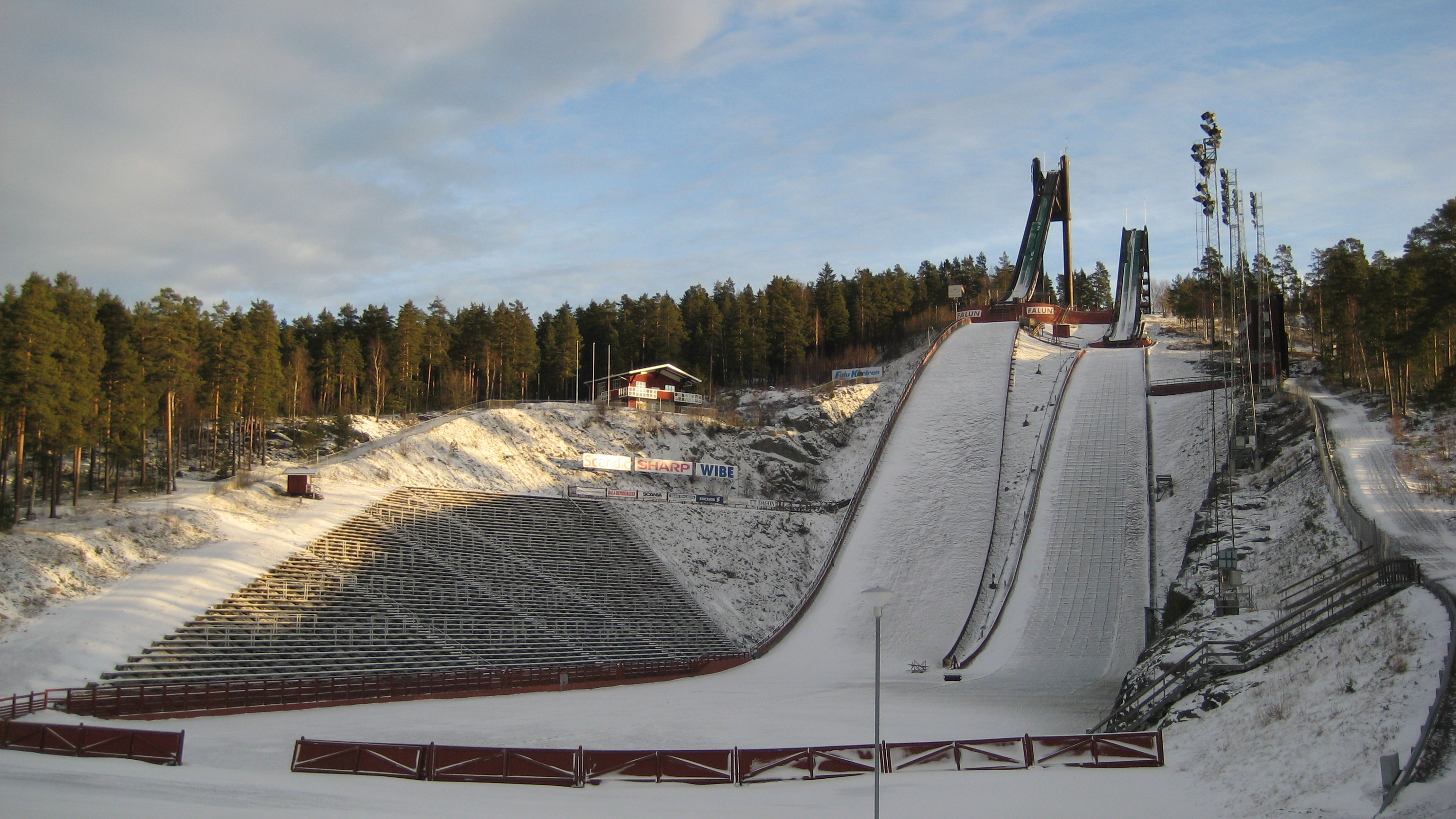
Le tremplin en novembre 2008

Les Jeux du ski de Suède (suédois : Svenska skidspelen) sont des compétitions annuelles de ski organisées depuis 1947. Si leur première édition fur organisée à  Sundsvall, ils se tiennent la plupart du temps à Falun, autour des tremplins de Lugnet.
Les Jeux du ski de Suède sont essentiellement des compétitions de ski nordique : ski de fond, combiné et saut. Néanmoins, les épreuves de combiné n'ont pas eu lieu depuis 1999. De même, les épreuves de saut (no) n'ont pas eu lieu de 2003 à 2013.
Par le passé, plusieurs autres disciplines ont fait partie des Jeux :
- des courses de ski alpin, à Åre de 1950 à 1953,
- une épreuve de biathlon en 1984 et, en 1986, les Championnats du monde féminins de biathlon,
- une épreuve de ski d'orientation en 1987 et 1988,
- la Vasaloppet en 1952.

Les compétitions des Jeux du ski ont parfois donné lieu à des épreuves des Coupes du monde des différentes disciplines représentées.